# Condado de Cherokee (Carolina del Norte)
El condado de Cherokee (en inglés: Cherokee County, North Carolina), fundado en 1839, es uno de los 100 condados del estado estadounidense de Carolina del Norte. En el año 2000 tuvo una población de 24 298 habitantes con una densidad poblacional de 21 personas por km². La sede del condado es Murphy.

## Geografía
Según la Oficina del Censo, el condado tiene un área total de 1210 km² (467,2 mi²), de lo cual 1178 km² (454,8 mi²) es tierra y 28 km² (10,8 mi²) es agua.

### Municipios
El condado se divide en seis municipios: Municipio de Beaverdam, Municipio de Hothouse, Municipio de Murphy, Municipio de Notla, Municipio de Shoal Creek y Municipio de Valleytown.

### Condados adyacentes
- Condado de Graham - noreste
- Condado de Macon - este
- Condado de Clay - sureste
- Condado de Union - al sursureste
- Condado de Fannin - al sursudoeste
- Condado de Polk - oeste
- Condado de Monroe - noroeste

### Área Nacional protegida
- Nantahala Forestal Nacional (parte)

## Demografía
En el 2000 la renta per cápita promedia del condado era de $27 992, y el ingreso promedio para una familia era de $33 768. El ingreso per cápita para el condado era de $15 814. En 2000 los hombres tenían un ingreso per cápita de $23 127 contra $18 908 para las mujeres. Alrededor del 15,30% de la población estaba bajo el umbral de pobreza nacional.

## Lugares

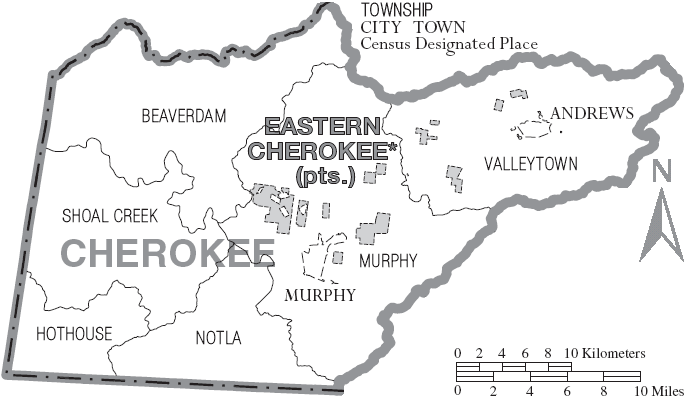
Mapa del Condado de CheroKee en Carolina del Norte con sus municipios

### Ciudades y pueblos
- Andrews
- Marble
- Murphy
- Owl Creek
- Brasstown